# Harry Thode
Pour les articles homonymes, voir Thode.
Henry George Thode (10 septembre 1910 - 22 mars 1997) est un géochimiste canadien, chimiste nucléaire et administrateur universitaire. Il est président et vice-chancelier de l'Université McMaster de 1961 à 1972. Thode construit un cyclotron capable de fabriquer des isotopes radioactifs et, avec le Dr CH Jaimet, étudie l'utilisation de l'iode radioactif dans le diagnostic et le traitement des maladies thyroïdiennes chez l'homme, la première application médicale de l'iode radioactif au Canada.

## Biographie
Né à Dundurn, au Saskatchewan, il obtient son B.Sc en 1930 et sa M.Sc en 1932 de l'Université de la Saskatchewan. En 1934, il obtient son doctorat en chimie physique à l'Université de Chicago.
Il rejoint l'Université McMaster en 1939 en tant que professeur agrégé de chimie, devient professeur titulaire en 1944; est nommé directeur de la recherche en 1947; chef du département de chimie de 1948 à 1952 ; directeur du Hamilton College en 1949; vice-président en 1957; et en 1961 il devient président et vice-chancelier. Il prend sa retraite en tant que président en 1972. Thode est décédé en 1997 à Dundas, en Ontario.
Il est nommé membre de l'Ordre de l'Empire britannique pour ses contributions à la recherche atomique pendant la Seconde Guerre mondiale. Il est nommé membre de la Société royale du Canada en 1943 et membre de la Royal Society en 1954. En 1967, il est le premier scientifique à être nommé Compagnon de l'Ordre du Canada.
La bibliothèque des sciences et de l'ingénierie de l'Université McMaster porte son nom.